# Les Fils d'El Topo
Pour les articles homonymes, voir El Topo.
Les Fils d'El Topo est une bande dessinée scénarisée par le Chilien Alejandro Jodorowsky et dessinée par le Mexicain José Ladrönn. Le premier tome, Caïn en référence au personnage biblique, est sorti en juin 2016. Le deuxième tome s'appelle Abel et est sorti en juin 2019.
Il s'agit de la suite du film El topo de Jodorowsky, comme ce dernier l'explique dans la préface. L'histoire raconte les aventures des deux fils et de la femme du personnage principal du film.